# Lancefield
Lancefield is een plaats in de Australische deelstaat Victoria en telt 1184 inwoners (2006).